# Takeda Szókaku
Takeda Szókaku (武田 惣角, 1859. október 10. – 1943. április 25.) a dzsudzsucu egyik iskolája, a Daitó-ryú Aiki-dzsudzsucu megalapításáról volt híres.

## Élete
Mivel az Aizu-tartományban (Fukusima prefektúra) született, ezért Szókaku a Bosin-háború idején nőtt fel Takeda Szókicsi második fiaként. Takeda Szókicsi a Takeda klán szamurája volt, aki farmon dolgozott, emellett pedig tanított egy közeli, buddhista templomban levő iskolában. Édesanyja, Tomi Kurokocsi, Dengoro Kurokocsi, jari és kendzsucu mester lánya volt. Úgy tartják, Szókaku első harcművészeti leckéit édesapjától kapta, aki rendelkezett egy dodzsóval a birtokon. Szókicsi kétségtelenül jól bánt mind a karddal, mind a lándzsával és szumó birkózóként egyszer ózeki rangra is emelték. Állítólag Szókaku külön-külön elsajátította a Hózóin-rju takada-ha és az Ono-ha Ittó-rju iskolák lándzsa-, és kardvívás tanait. 
Szókaku elment, hogy részt vegyen egy aszkétai tréningen és utazása alatt különböző iskolák tanáraival, diákjaival edzett. Ez az edzésforma nem számított szokatlannak az adott korban. Állítólag Szókaku egy ideig Kenkicsi Szakakibara bentlakó tanítványa volt, aki a Jikisingake-rju vezetője és egyben a kor leghíresebbnek és legképzettebbnek titulált kardforgatójaként szerzett hírnevet. Sajnos azonban nincs tudomásunk olyan történelmi dokumentum létezéséről, amely bizonyítaná ezt a kapcsolatot, tehát az állítás folyamatos viták alatt áll. Azonban tudjuk, hogy Szókaku számos megmérettetésen és párbajon alkalmazott mind sinájt (shinai), mind igazi pengét.  Jól képzett kardvívónak tartották egy olyan korban, ahol már kezdett feledésbe merülni minden ilyesféle dolog. A szamuráj iskolák megszüntetésével és a fegyverviselési tilalommal nyilvánvaló, hogy(Hitorej Ediktum) Szókaku a pusztakezes, dzsudzsucu-orientált technikáit alkalmazni felmenői harcművészetének. Ezek voltak a „Osiki-ucsi”-k vagy bizonyos fokig az Aizu-klán tanításai. Ezek a technikákat az általa eddig elsajátítottakkal kombinálta és így létrehozott egy új harcművészetet, melyet először daitó-rju dzsudzsucu-nak, majd később daitó-rju aiki-dzsudzsucu nevet adta. 
Körülbelül 1875-ben Szókakut is elérte a hír, miszerint Szaigó Takamori Szacumában lázadást szított az új Meidzsi kormány erői ellen. Azonnal a segítségnyújtás mellett döntött. El is jutott Kjúsúig, de a végcélt nem érte el, így visszament Ószakába, ahol a következő tíz évet a Kjósin Meicsi-rju dodzsóban, Momonoi Sunzó kardvívó vendégeként töltötte. 
Szókaku valamelyest kóborló életet élt, beutazta az országot hosszában és széltében is, miközben harcművészeti szemináriumokat tartott katonáknak, rendőröknek és olyan harcművészet kedvelőknek, akik gyakran a társadalom felsőbb rétegéből kerültek ki. Terjedelmes feljegyzéseket hagyott azokra, akiket saját eimeiroku-jában is shareikoku-jában tanított.

## Fontos tanítványok
A harcművészeti vezetői szerepet Takeda Szókaku fia, Takeda Tokimune vette át, aki Hokkaidón megalapította a Dajtokan iskolát, melyet később átkeresztelt dajtókan-rju aiki budó-ra. Tokimune nagyban hozzájárult a harcművészetben mai napig jelenlévő oktatási rendszer megteremtéséhez. Elnevezte és a meghatározta a technikákat, továbbá egyszerűsítette a fegyver tanagyagot. Szókaku által a képzettebb diákjainak tanított fegyverhasználati technikákkal szemben Tokimune az ono ha itto-rju stílust hangsúlyozta. Szókaku legmagasabb rangú tanítványai Hisza Takuma és Maszao Tonedate voltak, akik mindketten az Ószakai Aszasi újságnál dolgoztak főszerkesztői pozíciókban. Ők alapították meg a takumakaj-t és a dajbukan-t. Fontos tanítványai közé tartozik még Jukijoi Szagava, aki sokak szerint Szókaku első tanítványainak legtehetségesebbike volt. Ide sorolhatjuk még Kodo Horikovát (Kotaro), akinek diákjai létrehozták a kodaj-t és a roppokaj-t, illetve Hoszaku Macudát és Tomekicsi Jamamotot.

## Szókaku messzemenő befolyása
Takeda Szókaku leghíresebb tanítványa az aikido megalapítója, Uesiba Morihej. Manapság a dajtó-rju iránti magas érdeklődés miatt a modern harcművészetek népszerűsége felelős. Szókaku tanította Hoszaku Macudát, aki utána Josidzsi Okujama Josidzsi Okujamát oktatta, ő pedig végül létrehozta a Hakkó-rju dzsudzsucu iskolát. Okujama tanította Micsinomi Nakanot, aki később Dósin Szó néven a nippon sorindzsi kempo megalapítójává vált. Csoj Jongszult, a hapkido megteremtőjét is Szókaku oktatta, illetve edzőtársa is volt.Manapság Takeda Szókaku tanításainak befolyása könnyedén megkülönböztethető a hakko-rju, nippon sorindzsi kempo, hapkido technikáiban és a dzsudo gosin dzsucu önvédelmi kátájában.